# Brit Hoffmann
Brit Hoffmann ist eine ehemalige deutsche Handballspielerin.
Hoffmann gelang 1989 mit dem Hamburger Verein TuS Alstertal der Aufstieg in die Bundesliga. Anschließend wurde sie für die bundesdeutsche Auswahl aufgestellt, um an der Juniorinnen-Weltmeisterschaft im September 1989 in Nigeria teilzunehmen. Die ersten Bundesliga-Spiele der Saison 1989/90 verpasste sie wegen eines Fingerbruchs. Mitte Januar 1990 schied Hoffmann aus Alstertals Bundesliga-Aufgebot aus.